# 桂林联勤保障中心
桂林联勤保障中心，位于广西壮族自治区桂林市，为中国人民解放军联勤保障部队，隶属武汉联勤保障基地。

## 沿革
1961年，在南宁组建中国人民解放军后勤第20分部。1962年11月，移驻桂林市郊的甲山。1965年10月，支前指挥部迁到南宁市，分部机关仍然留驻桂林甲山。1968月，改称广字104部队。1975月，改称中国人民解放军54041部队。1999年，改称中国人民解放军联勤第20分部。中国人民解放军联勤第20分部驻桂林市。
在深化国防和军队改革中，2016年1月中国人民解放军总后勤部撤销，组建中央军事委员会后勤保障部。中国人民解放军总后勤部武汉后方基地改为中央军事委员会后勤保障部武汉后方基地。
2016年9月13日，中国人民解放军联勤保障部队成立大会在北京八一大楼举行，组建武汉联勤保障基地，作为中央军委联勤保障部队的最高机关，领导无锡、桂林、西宁、沈阳、郑州5个联勤保障中心。

## 机构设置
- 分部：？个
- 参谋部[4]
  - 战勤训练处[5]
  - 直属工作处
- 政治工作部[6]
  - 宣传处
  - 兵员和文职人员处
- 供应处[7]
- 运输投送处[8]
- 卫勤处[9]
- 仓储管理处
- 军事设施建设处
- 科技和信息化处

| 军事代表办事处 - 驻南宁铁路局军事代表办事处 - 广州航务军事代表办事处 - 驻广东省航务军事代表办事处 - 驻广西航务军事代表办事处 - 驻广州白云机场军事代表办事处 - 广西沿海军事代表办事处 …… | 直属单位 - 中国人民解放军南部战区总医院 - 中国人民解放军联勤保障部队第九二〇医院 - 中国人民解放军联勤保障部队第九二一医院 - 中国人民解放军联勤保障部队第九二二医院 - 中国人民解放军联勤保障部队第九二三医院 - 中国人民解放军联勤保障部队第九二四医院 - 中国人民解放军联勤保障部队第九二五医院 - 中国人民解放军联勤保障部队第九二六医院 - 中国人民解放军联勤保障部队第九二七医院 - 中国人民解放军联勤保障部队第九二八医院 - 中国人民解放军联勤保障部队桂林康复疗养中心 - 中国人民解放军联勤保障部队三亚康复疗养中心 - 中国人民解放军南部战区疾病预防控制中心 - 某野战输油管线大队 …… |

## 历任领导
| 桂林联勤保障中心主任 1. 舒跃华 大校（2016年9月—） 桂林联勤保障中心副主任 | 桂林联勤保障中心政治委员 1. 罗平 大校（2016年9月—） 桂林联勤保障中心副政治委员 |